# Yoon Jeong-han
Yoon Jeong-han (en hangeul : 윤정한), né le 4 octobre 1995 et connu sous le nom de Jeonghan (en hangeul : 정한) est un chanteur et danseur sud-coréen. Il est membre du groupe sud-coréen Seventeen, formé par Pledis Entertainment en 2015. Il fait partie de la Vocal Team et de la sous-unité JxW.

## Biographie

### Enfance et éducation
Yoon Jeong-han est né à Séoul et a grandi à Hwaseong, Gyeonggi en Corée du Sud. Il a une sœur cadette, Soobin, née en 1999. Il a fréquenté la Hyangnam Elementary School puis la Hyangnam Middle School, puis la Hyangnam High School. En 2022, il rejoint l’Université de Hanyang pour suivre des cours en musique pratique, K-Pop et en administration des affaires.
Jeonghan est repéré par Pledis Entertainement dans le métro. Il réussit l’audition d’entrée et rejoint l’agence en 2013. Il est présenté comme potentiel membre de Seventeen dans Seventeen TV, un programme qui suit l’entraînement des apprentis idols de Pledis Entertainment. Le 19 avril 2015, Jeonghan est officiellement présenté comme un des treize membres définitifs de Seventeen. Il participe au programme Seventeen Project: Debut Big Plan qui suit le groupe juste avant ses débuts. Jeonghan débute officiellement comme membre de Seventeen le 26 mai 2015 avec l’album 17 Carat.

### Seventeen et JxW
Le 27 juillet 2015, Jeonghan apparaît dans le clip de la chanson Playback, interprété par Kiggen du groupe Phantom, en featuring avec Jinsil of Mad Soul Child, Hanhae.
En 2018, lors des dates de Séoul de la tournée Ideal Cut, Jeonghan présente un titre solo Purple Rose. La chanson n’a pas de version studio.
Le 16 septembre 2021, Jeonghan sort Dream, en version coréenne et en version japonaise. Il participe à son écriture et à sa composition. En 2022, il reprend la chanson Aitai de l’artiste japonais Mosawo.
En juin 2024, il débute au sein de la sous-unité Jeonghan X Wonwoo, aussi appelée JXW, avec Wonwoo, membre de Seventeen. Il s’agit de la deuxième sous-unité officielle de Seventeen après BSS. Le duo sort son premier album single appelé This Man le 17 juin. Jeonghan interprète seul la deuxième piste, Beautiful Monster, écrite par Woozi et Bumzu. L’album signe un record de vente pour une sous-unité de K-Pop et s’écoule à 787, 046 copies en une semaine.

## Programmes de divertissement
En 2019, Jeonghan prend part à l’émission Battle Trip avec S.Coups et Wonwoo, membres de Seventeen. Le trio part en expédition à Yogyakarta.
D’avril 2022 à décembre 2023, Jeonghan présente l’émission School of Lock de la chaîne de radio japonaise Tokyo FM.
En 2023, il rejoint le casting de l’émission Magic Lamp de la chaîne télévisée sud-coréenne MBC. Le tournage se déroule dans le sud de la France, notamment à Montpellier. Il est aux côtés de Dino (Seventeen), Kim Jae Joong, Kang Hee, Choi Seok Woon, Junpi et Lee Joo Ahn. L’émission est diffusée du 25 septembre au 30 octobre.
Le 12 mai 2024, Jeonghan, accompagné de Seungkwan (Seventeen) apparaît dans l’épisode 6 du programme Meok2U, mené par Doyoung et Jungwoo du groupe de K-Pop NCT127.
En août 2024, Jeonghan apparaît auprès de l’acteur japonais Kento Yamazaki, avec lequel il est ami, dans le programme Yamazaki Kento & Jeonghan’s Miracle Journey in Korea, diffusé sur Nippon TV et Hulu Japan. Dans cette émission, Jeonghan fait découvrir Séoul à Kento.

## Mode et contrats
En octobre 2021, Jeonghan est annoncé comme nouvel ambassadeur pour la Corée du Sud de la marque Banila Co.
Le 17 janvier 2023, Jeonghan est invité par la maison Saint Laurent pour assister au défilé Homme automne-hiver 2023-2024 qui se tient à la Bourse de Commerce, Pinault Collection, dans le cadre de la Fashion Week de Paris. Le 12 juin 2023, Jeonghan est de nouveau convié par Saint Laurent pour assister au défilé Homme printemps été 2024 qui se tient à la Neue Nationalgalerie à Berlin. Le 5 mars 2024, Jeonghan assiste au défilé Saint Laurent, collection Homme automne-hiver 2024-2025, à la Bourse de Commerce, Pinault Collection, lors de la Fashion Week de Paris.
En septembre 2023, il devient ambassadeur pour la marque sud-coréenne Acmé de la Vie et pose pour la marque. Le 3 juin 2024, il devient ambassadeur pour la marque de parfum italienne Acqua di Parma. En août, il est annoncé comme ambassadeur de la marque de lunettes Speculum, auprès de The8.
Jeonghan pose régulièrement pour les magazines, en solo, avec des membres de Seventeen ou le groupe au complet. En 2021, il pose pour 1st Look Vol. 220. En octobre 2022, il fait la couverture de Spur Magazine (Japon). En février 2023, il pose pour la couverture digitale de GQ Korea en partenariat avec Saint Laurent puis en septembre, il fait la couverture d’An An Magazine (Japon).
En mai 2024, il pose pour Dazed Korea, en partenariat avec Saint Laurent. En juillet, il pose pour la couverture digitale d’Arena Homme+ Korea avec Acqua di Parma, et fait la couverture de Harper’s Bazaar (Japon). En août, pose pour l’édition digitale de W Korea en collaboration avec Saint Laurent. En septembre, il pose en couverture de Men Noblesse (Corée du Sud) en collaboration avec la marque de montres Hublot. En octobre, il pose pour la couverture digitale de Harper’s Bazaar (Corée du Sud) en collaboration avec Acqua di Parma.

## Vie privée
En juin 2022, Jeonghan se fait opérer de l’épaule. Il participe à la tournée de Seventeen Be The Sun le bras en écharpe. Le 14 décembre 2023, Pledis Entertainment annonce que Jeonghan vient de se faire opérer de la cheville et qu’il sera absent des futures activités du groupe, dont quelques dates de la tournée Follow. Jeonghan reprend ses activités en mars 2024.
Le 12 septembre 2024, Pledis Entertainement annonce que Jeonghan débutera son service militaire obligatoire le 26 septembre 2024. Il ne prend pas part aux activités promotionnelles entourant la sortie du 12ème mini-album de Seventeen, prévu pour le 14 octobre. Il a cependant participé à l'enregistrement de l'album et au tournage du clip. Le 8 septembre, il fait sa dernière apparition sur scène avant son service lors du festival de Lollapalooza, à Berlin, festival dont Seventeen occupe la tête d'affiche.